# Inferno e Terra Média

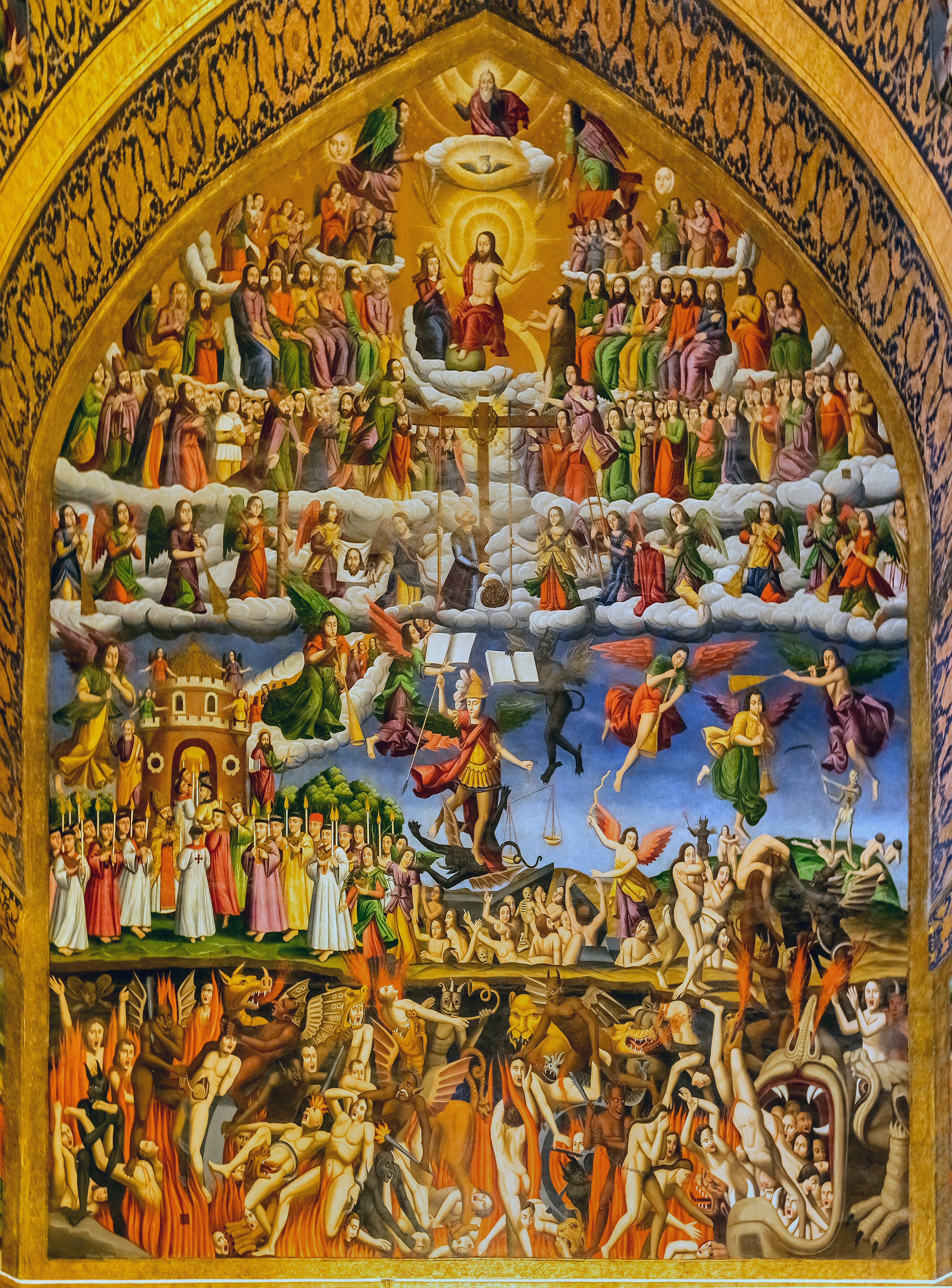
Cosmologia cristã medieval: céu acima, terra no meio, inferno abaixo. en, Isfahan.

Estudiosos identificaram diversas semelhanças entre a concepção cristã medieval do inferno e lugares malignos no mundo fictício de Terra Média, criado por J. R. R. Tolkien. Esses locais incluem os infernos industriais de Isengard, controlado por Saruman, com suas fornalhas subterrâneas e orcs trabalhadores; os túneis sombrios de Moria; o reino maligno de Sauron, Mordor; e a fortaleza subterrânea de Morgoth, Angband. Os portões de alguns desses reinos, como a Porta Oeste de Moria, fortemente vigiada, e o Portão Negro de Mordor, também evocam ecos dos portões do inferno.
Algumas jornadas para esses locais sombrios da Terra Média também foram comparadas à catábase da Grécia Antiga, uma descida ao submundo, como quando  Lúthien e Beren descem a Angband, ou quando Lúthien vai aos Salões de Mandos para implorar que Beren retorne à vida, em paralelo à lenda grega clássica de Orfeu e Eurídice. Essas incursões a lugares infernais também podem remeter ao tema medieval da Descida de Cristo ao Inferno, narrativa em que Cristo desce ao inferno após sua crucificação e liberta os cativos de o Diabo com o poder de sua luz divina. O Diabo é comparado aos dois senhores sombrios da Terra Média, Morgoth e Sauron; este último é apoiado por figuras demoníacas, como os Nazgûl, que surgem como cavaleiros negros montados em cavalos negros, os Balrogs de olhos flamejantes e os orcs com seus hábitos e aparência diabólicos.

## Contexto
Na cosmologia cristã medieval, a Terra Média era o reino dos homens, situada no centro de três mundos, com o céu acima e o inferno abaixo. J. R. R. Tolkien era um católico devoto. Ele descreveu O Senhor dos Anéis como uma obra rica em simbolismo cristão. Diversos temas teológicos permeiam a narrativa, incluindo a luta entre o bem e o mal, o triunfo da humildade sobre o orgulho e a ação da graça. A Bíblia e a narrativa cristã tradicional também influenciaram O Silmarillion; em particular, a queda do homem inspirou a Ainulindalë, as disputas entre os elfos e a queda de Númenor.

## Lugares infernais
Diversos lugares na Terra Média de Tolkien foram descritos como sendo ou assemelhando-se a diferentes tipos de inferno. Em O Silmarillion, a fortaleza subterrânea do senhor sombrio Morgoth, Angband, na Primeira Era, é um exemplo. Em O Senhor dos Anéis, o reino de Sauron, sucessor de Morgoth, a terra de Mordor com seu vulcão, o Monte da Perdição, e a Torre Negra de Barad-dûr, são outros exemplos. Os túneis escuros e perigosos de Moria formam outro, assim como o círculo fechado de Isengard, centrado na torre de Orthanc, com seus fogos e fornalhas subterrâneas, lar de orcs sob o controle do mago traidor Saruman.

### Infernos industriais
O estudioso de literatura inglesa Charles A. Huttar [en] descreve Isengard como um "inferno industrial". Ele cita a descrição de Tolkien sobre Isengard, destacando palavras-chave: "túneis ... círculo ... escuro ... profundo ... cemitério de mortos inquietos ... o chão tremia ... tesouros ... fornalhas ... rodas de ferro ... incessantemente ... iluminado por baixo ... venenoso." Huttar comenta: "A imagem é familiar, suas conotações são claras. Este é mais um inferno [após Moria e Mordor]." Ainda assim, ele observa que a torre de Orthanc não pode deixar de ser admirada, com sua "forma maravilhosa" e força antiga; ele supõe que, para Tolkien, a tecnologia não podia ser "totalmente abraçada nem completamente rejeitada".
Shippey, ao discutir o caráter de Saruman, destaca vários fatos: o comentário de Barbárvore de que "ele tem uma mente de metal e rodas"; que Isengard significa "Cidade de Ferro" em inglês antigo; que os Ents, gigantes arbóreos, são atacados em Isengard com "uma espécie de napalm ou, talvez, [...] dada a experiência de Tolkien, um lança-chamas". Shippey conclui que Saruman foi levado à "poluição desenfreada ... por algo corruptor no amor pelas máquinas", o que ele conecta à "própria imagem de infância de Tolkien da feiura industrial [...] o Moinho de Sarehole [en], com seu dono que literalmente moía ossos".
David D. Oberhelman, escrevendo na J. R. R. Tolkien Encyclopedia [en], afirma, seguindo Anne C. Petty, que há múltiplos "infernos industriais" na obra de Tolkien, como o Isengard devastado e mecanizado de Saruman. Ele observa que seu protótipo foi a fortaleza subterrânea do Vala caído Morgoth, Angband, cujo nome significava "Prisão de Ferro" ou "Inferno de Ferro".

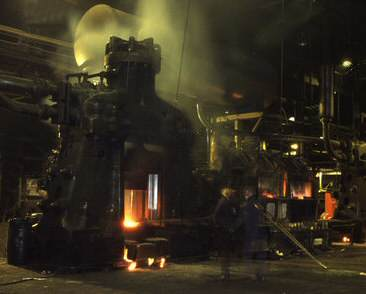
Isengard é um "inferno industrial":[2] nas palavras de Tolkien, "...martelos ressoavam. À noite, plumas de vapor saíam das aberturas, iluminadas por baixo com luz vermelha".[T 4] Martelo a vapor em ação, Inglaterra.
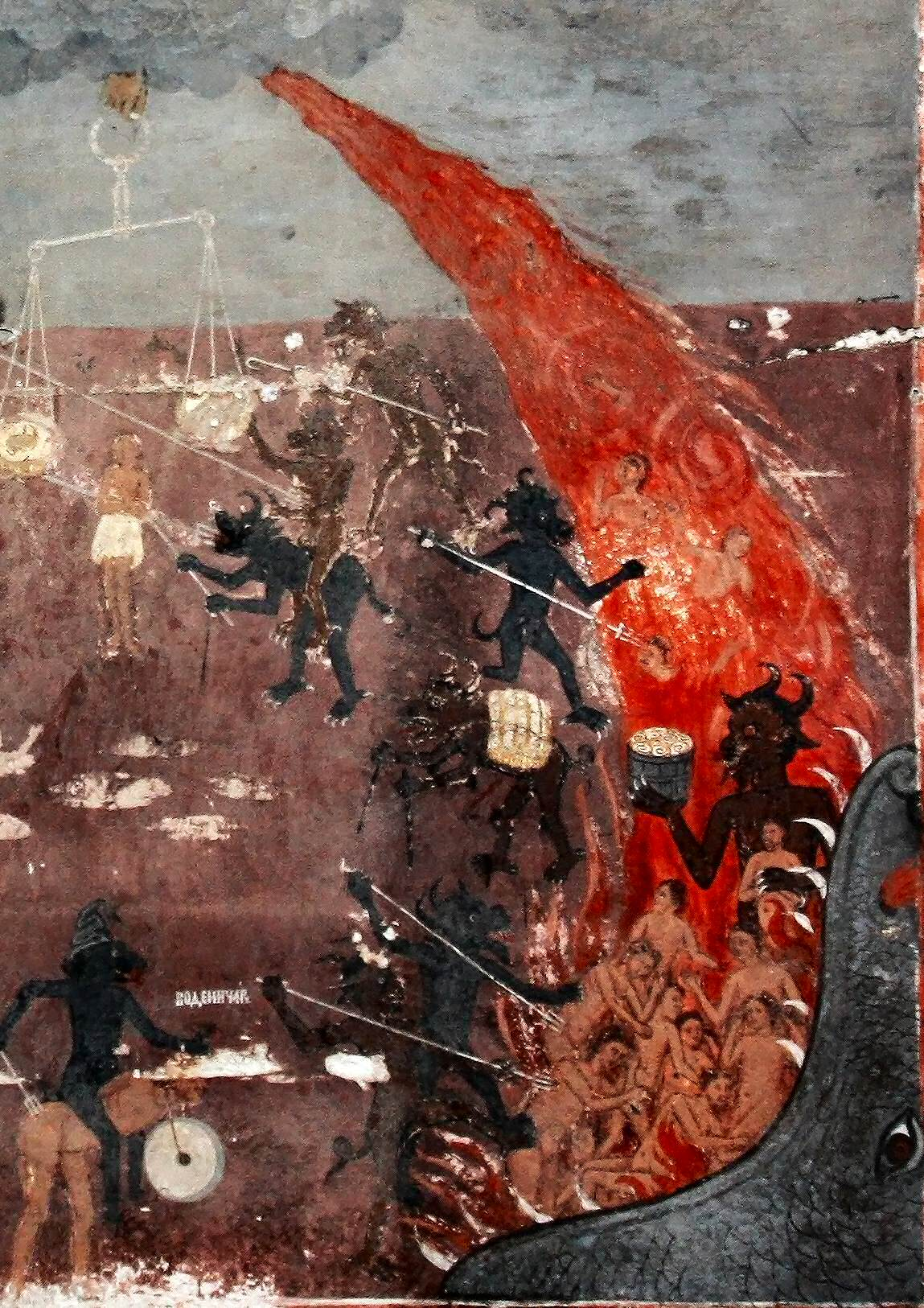
Charles A. Huttar comparou Isengard ao inferno.[2] Afresco medieval do inferno, São Nicolau em Raduil, Bulgária.

### Portões do inferno

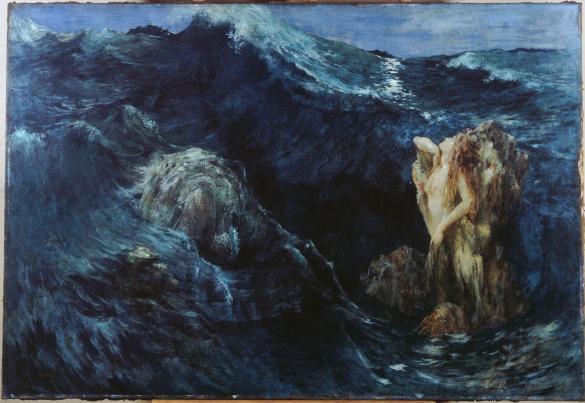
Portão do Inferno: a passagem da Sociedade pelo portão oeste de Moria foi comparada à travessia de Odisseu entre a devoradora Cila e o redemoinho Caríbdis. Pintura de en, 1894.

Charles A. Huttar compara a aproximação dos viajantes aos túneis sombrios de Moria, sob as Montanhas Sombrias, à passagem de Odisseu entre a devoradora Cila e o redemoinho Caríbdis. Huttar assemelha o "portão que se fecha com estrondo" atrás dos viajantes ao entrarem em Moria às Rochas Errantes que, na mitologia grega, estão próximas à entrada do submundo. Esse reino, também chamado Hades, nome de seu governante, é para onde os gregos acreditavam que as pessoas iam após a morte, sem retorno. O gigantesco  Observador na Água, um monstro com tentáculos que guarda o portão do reino subterrâneo, é comparado à mítica Cila, que atacava os marinheiros gregos.
O portão de Mordor no Morannon é chamado de "Portão Negro". Tom Shippey [en] escreve que o católico Tolkien se aproxima da alegoria e da revelação cristã em momentos de eucatástrofe, termo criado por Tolkien. Quando o Um Anel é destruído e Sauron é derrotado para sempre, uma grande águia chega como mensageira para anunciar a boa notícia. A águia entoa uma canção que, segundo Shippey, lembra muito os Salmo 24 e Salmo 33 da Bíblia, com palavras arcaicas como "vós" e "hath" da Versão Autorizada. Quando a águia canta "e o Portão Negro está quebrado", Shippey observa que o significado superficial refere-se ao Portão do Morannon, mas poderia "muito facilmente se aplicar à Morte e ao Inferno", como em Mateus 16:18. Em sua visão, esse grau de duplo sentido foi "deliberado", já que a data era 25 de março, para os Anglo-saxões, a data da Crucificação de Cristo, da Anunciação e do último dia da criação.

Cantai e rejubilai, vós, povo da Torre de Guarda,

pois vossa vigília não foi em vão,

e o Portão Negro está quebrado,

e vosso Rei passou por ele,

e ele é vitorioso.

"O Regente e o Rei"

A outra entrada para Mordor, a perigosa passagem de Cirith Ungol, é guardada pela aranha gigante Laracna. Jane Chance [en] compara Laracna ao guardião do portão do Inferno em Paraíso Perdido de John Milton. George H. Thomson, de forma semelhante, compara Laracna ao Pecado e à Morte de Milton, observando que eles "não servem a Deus nem a Satã, mas buscam apenas seus próprios interesses", como Laracna faz; ela é "a Morte e o Caos que superariam tudo".

## Jornadas infernais

### Catábase
Estudiosos compararam algumas das jornadas a lugares sombrios da Terra Média à catábase da Grécia Antiga, uma descida ao submundo seguida de um retorno à luz. Peter Astrup Sundt traça paralelos entre Beren e Orfeu, ou melhor, entre  Lúthien e Beren e o personagem clássico, já que é Lúthien, e não Beren, quem possui poderes mágicos. Longe de ser uma Eurídice passiva a ser resgatada, ou não, do submundo, é ela quem canta para Mandos, o Vala que guarda as almas dos mortos. Tolkien, de fato, descreveu a história como "uma espécie de lenda de Orfeu ao contrário", inspirada no poema em inglês médio Sir Orfeo. Ben Eldon Stevens acrescenta que a releitura de Tolkien contrasta fortemente com o mito. Enquanto Orfeu quase consegue resgatar Eurídice de Hades, o inferno ou submundo da mitologia clássica, Lúthien resgata Beren três vezes: da fortaleza-prisão de Sauron em Tol-in-Gaurhoth, usando o canto; de Angband de Morgoth, com o Silmaril; e ao convencer Mandos a restaurar ambos à vida. No mito original, Eurídice enfrenta uma "segunda morte", seguida pelo inconsolável Orfeu, enquanto Tolkien concede a Lúthien e Beren uma "segunda vida" após sua "ressurreição".

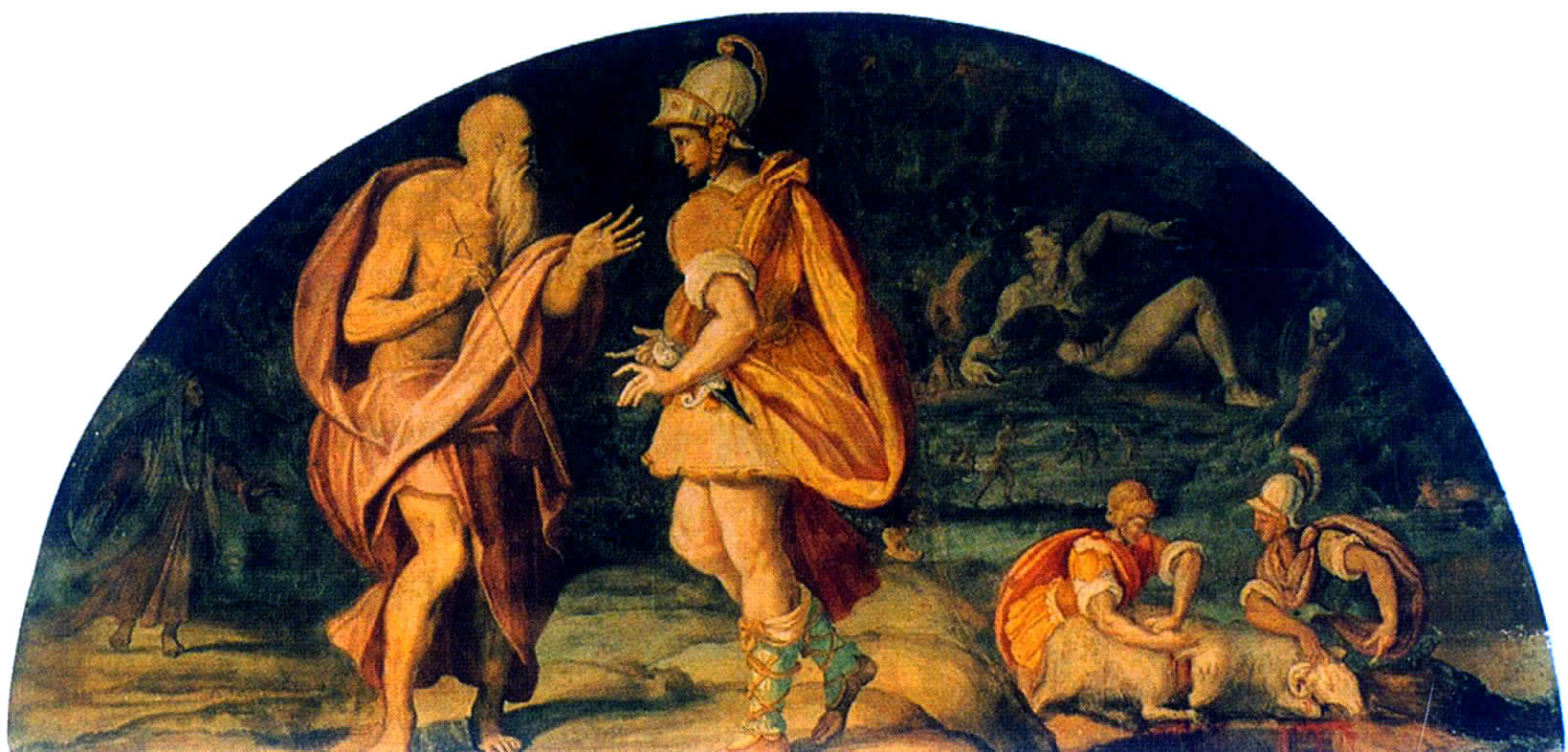
Odisseu consulta a alma do profeta Tiresias em sua catábase, uma visita ao Hades, durante o Livro 11 da Odisseia. Afresco no Palazzo Salviati-Quaratesi, Florença, por Alessandro Allori, 1580.
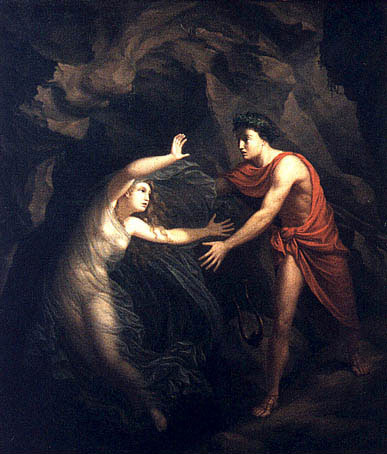
No mito clássico, Orfeu quase resgata Eurídice de Hades, mas ela sofre uma segunda morte. Na versão de Tolkien, Lúthien assume o papel de Orfeu, resgatando Beren três vezes, e eles desfrutam de uma segunda vida juntos.

### Descida de Cristo ao Inferno

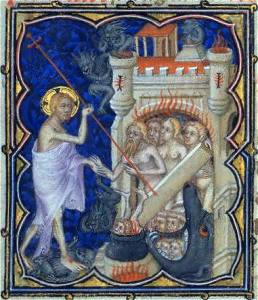
Descida de Cristo ao Inferno, en, manuscrito iluminado do século XIV para João, Duque de Berry

Em vários momentos de O Silmarillion e O Senhor dos Anéis, Tolkien ecoa e, nas palavras de Robert Steed, "adapta criativamente" o tema medieval da Descida de Cristo ao Inferno. A narrativa medieval sustenta que Cristo passou o tempo entre sua crucificação e ressurreição no inferno, libertando os cativos de o Diabo com o poder irresistível de sua luz divina. O motivo, sugere Steed, envolve múltiplos elementos: 1) alguém preso na escuridão, 2) um carcereiro maligno e poderoso, 3) um libertador ainda mais poderoso, 4) que traz luz, e 5) liberta os cativos. Steed aponta a história "De Beren e Lúthien" como um exemplo, onde Lúthien liberta Beren da prisão de Sauron. Beren é resgatado da escuridão, e Lúthien, do desespero, de modo que, segundo Steed, ambos assumem aspectos de Cristo:
| “ | Mas Beren, retornando à luz do poço do desespero, a ergueu, e eles se olharam novamente; e o dia nascendo sobre as colinas escuras brilhou sobre eles." | ” |

Steed sugere que o resgate de Tom Bombadil aos hobbits dos feitiços sombrios das criaturas tumulares em O Senhor dos Anéis é outro exemplo "menos imediatamente óbvio" do motivo da Descida de Cristo ao Inferno. Ao quebrar o feitiço, Bombadil canta "Sai, velho Tumular! Desvanece na luz do sol!", tornando-se a figura de Cristo que traz a luz nesse caso.
Steed oferece dois outros exemplos do motivo medieval, comentando que são mais cuidadosamente camuflados. O primeiro é a libertação do rei  Théoden de Rohan pelo mago Gandalf das insinuações sombrias do traidor  Gríma Língua de Cobra, que se tornou servo do mago maligno Saruman. Nas palavras de Steed, "Após repreender Língua de Cobra, Gandalf ergue seu cajado, momento em que trovões ecoam e o salão mergulha na escuridão, exceto pela figura brilhante do próprio Gandalf." Steed observa que Théoden não estava morto, nem literalmente preso; ele ainda era rei, mas estava encerrado na escuridão do desespero, "reforçado pelos conselhos astutos de Língua de Cobra".
O exemplo final é a complexa libertação de Frodo por Sam Gamgee, envolvendo a prisão traiçoeira causada pelo monstro Gollum, que, fingindo ajudar, os leva ao covil escuro de Laracna. Laracna pica Frodo e o envolve em sua seda de aranha. Sam enfrenta Laracna e corta o corpo de Frodo, pensando que ele está morto, mas um grupo de orcs leva o corpo de Frodo para a torre de Cirith Ungol, brincando entre si que ele ainda está vivo. Sam invade a torre e resgata Frodo. Steed comenta que Sam usa a luz, na forma do Frasco de Galadriel, na libertação, tanto ao enfrentar Laracna quanto ao atravessar a guarda dos Vigilantes silenciosos do portão da torre. Frodo não estava realmente morto, mas parecia estar, e a morte estava, sem dúvida, próxima. Steed observa que Sam é uma figura "peculiar" para o padrão da força irresistível semelhante a Cristo, mas, na narrativa, ele de fato desempenha o papel do "libertador portador da luz no centro do motivo da Descida de Cristo ao Inferno".
| Agente da luz | Sujeitos libertados        | Carcereiros                           | Método                                 | Narrado em            |
| ------------- | -------------------------- | ------------------------------------- | -------------------------------------- | --------------------- |
| Cristo        | Cativos humanos no Inferno | O Diabo                               | Poder da Luz divina                    | Cristianismo medieval |
| Lúthien       | Beren                      | Sauron                                | Poder élfico                           | O Silmarillion        |
| Tom Bombadil  | Grupo de hobbits de Frodo  | Tumular                               | Poder do canto                         | O Senhor dos Anéis    |
| Gandalf       | Rei Théoden de Rohan       | Controle insidioso de Língua de Cobra | Poder de mago                          | O Senhor dos Anéis    |
| Sam           | Frodo                      | Laracna, orcs de Cirith Ungol         | Luz élfica [en] do Frasco de Galadriel | O Senhor dos Anéis    |

## O Diabo

Um dos nomes de Sauron é o "olho sem pálpebra", denotando o "poder destrutivo do Diabo".

Estudiosos compararam tanto Melkor quanto Sauron ao Diabo; Jaume Poveda observa que ambos os senhores sombrios torturam suas vítimas, assim como se diz que o Diabo faz com aqueles no inferno. Ele acrescenta que Tolkien representa o Diabo em O Senhor dos Anéis tanto como o "olho sem pálpebra" quanto como um personagem encarnado. Na visão de Poveda, o olho sem pálpebra "corresponde a uma formulação erudita, [que] enfatiza o poder destrutivo do Diabo", enquanto a figura encarnada corresponde a uma compreensão popular, alguém "menos assustador, mais estúpido e facilmente enganado". Ele nota, ainda, que Sauron comanda exércitos formados por Cavaleiros Negros, Balrogs de olhos flamejantes e orcs, assim como o Diabo da Bíblia lidera "legiões" de demônios, e que uma das "encarnações tradicionais" do Diabo é como um cavaleiro vestido de preto montado em um cavalo negro. Em consonância com a representação de Sauron como o Diabo, Poveda escreve que Saruman se encaixa no padrão do "homem que vende sua alma ao Diabo em troca de poder e riqueza terrenos". Ele observa, também, que a palavra em inglês antigo orc carregava o significado de "diabo", e que Tolkien retrata os orcs como "criaturas possuídas pelo diabo. Eles o adoram. Seus corpos foram deformados por tortura e sofrimento. Como representações tradicionais do Diabo, a tez dos orcs é escura e seus olhos são como brasas vivas."

### J. R. R. Tolkien
1. ↑  (Carpenter 2023, Cartas #142 para Robert Murray, 2 de dezembro de 1953)
2. ↑  (Carpenter 2023, Cartas #181 para Michael Straight, rascunhos, início de 1956)
3. ↑  (Carpenter 2023, Cartas #131 para Milton Waldman, final de 1951)
4. 1 2  (Tolkien 1954, livro 3, cap. 8 "O Caminho para Isengard")
5. ↑  (Tolkien 1955, livro 6, cap. 5 "O Regente e o Rei")
6. 1 2  (Carpenter 2023, Cartas #153 para Peter Hastings, setembro de 1954)
7. ↑  (Tolkien 1977, cap. 19 "De Beren e Lúthien")
8. 1 2  (Tolkien 1954a, livro 1, cap. 8 "Névoa nos Túmulos")
9. ↑  (Tolkien 1954, livro 3, cap. 6 "O Rei do Salão Dourado")
10. ↑  (Tolkien 1955, livro 6, cap. 1 "A Torre de Cirith Ungol")
11. ↑  (Tolkien 1954, livro 5, cap. 6 "A Batalha dos Campos do Pelennor")

- Carpenter, Humphrey, ed. (2023) [1981]. The Letters of J. R. R. Tolkien: Revised and Expanded Edition [As Cartas de J. R. R. Tolkien: Edição Revisada e Ampliada]. Nova Iorque: Harper Collins. ISBN 978-0-35-865298-4

- Tolkien, J. R. R. (1954a). The Lord of the Rings: The Fellowship of the Ring [O Senhor dos Anéis: A Sociedade do Anel]. Boston: Houghton Mifflin. OCLC 9552942
- Tolkien, J. R. R. (1954). The Lord of the Rings: The Two Towers [O Senhor dos Anéis: As Duas Torres]. Boston: Houghton Mifflin. OCLC 1042159111
- Tolkien, J. R. R. (1955). The Lord of the Rings: The Return of the King [O Senhor dos Anéis: O Retorno do Rei]. Boston: Houghton Mifflin. OCLC 519647821
- Tolkien, J. R. R. (1977).  Tolkien, Christopher, ed. The Silmarillion. Boston: Houghton Mifflin. ISBN 978-0-395-25730-2